# Апофансис
Апофансис (др.-греч. ἀπόφανσις — заявление, утверждение) — суждение, в котором посредством утверждения или отрицания полагается что-либо как существующее или несуществующее.
Понятие ἀπόφανσις — высказывание (суждение) — встречается уже у Аристотеля. Аристотеля занимает исключительно «апофантический» логос, то есть такие виды речи, в которых дело идёт лишь об истинном или ложном бытии, и оставляет в стороне такие явления, как просьба, приказание или вопрос, так как они, хотя и представляют собою виды речи, не имеют дела с чистым раскрытием сущего, а значит, не имеют отношения к чистому бытию. Именно из такого подхода к анализу речи выросла вся классическая логика.
С точки зрения Гадамера, в новой философии такое понятие высказывания сопряжено с понятием «суждение восприятия». Чистому
высказыванию соответствует чистое восприятие. Оба эти понятия не выдержали феноменологической критики, пришедшей к выводу, что ни чистого восприятия, ни чистого высказывания не существует.